# Rebelião Hamaguri
A rebelião no Portão Hamaguri (蛤御門の変 Hamagurigomon no Hen, ou 禁門の変 Kinmon no Hen)  do Palácio Imperial em Kyoto ocorreu em 20 de agosto de 1864 e refletiu o descontentamento dos grupos pró-imperiais e xenófobos. Os rebeldes foram agrupados sob o slogan Sonnō jōi, que foi promulgado pelo Imperador como a "Ordem para expulsar os bárbaros" em março de 1863, e desejavam tomar o controle do império a fim de completar a restauração do trono imperial.
Durante o esmagamento sangrento da rebelião, o clã que o liderou, Chōshū, foi considerado responsável por isto.
Durante o incidente, os domínio de Aizu e de Satsuma lideraram a defesa do palácio imperial.
O Xogunato acompanhou o incidente com uma expedição de represália armada, a Primeira expedição de Chōshū, em setembro de 1864.